# Захаров, Владимир Михайлович (хореограф)
Влади́мир Миха́йлович Заха́ров (5 июля 1946 — 14 июля 2013) — российский хореограф, балетмейстер, создатель, директор и художественный руководитель Московского государственного академического театра танца «Гжель», профессор, академик, доктор культурологии, народный артист РСФСР (1991), народный артист Республики Северная Осетия-Алания (2011), заслуженный деятель искусств республики Дагестан (2008), лауреат российских, государственных и международных конкурсов и наград.

## Биография

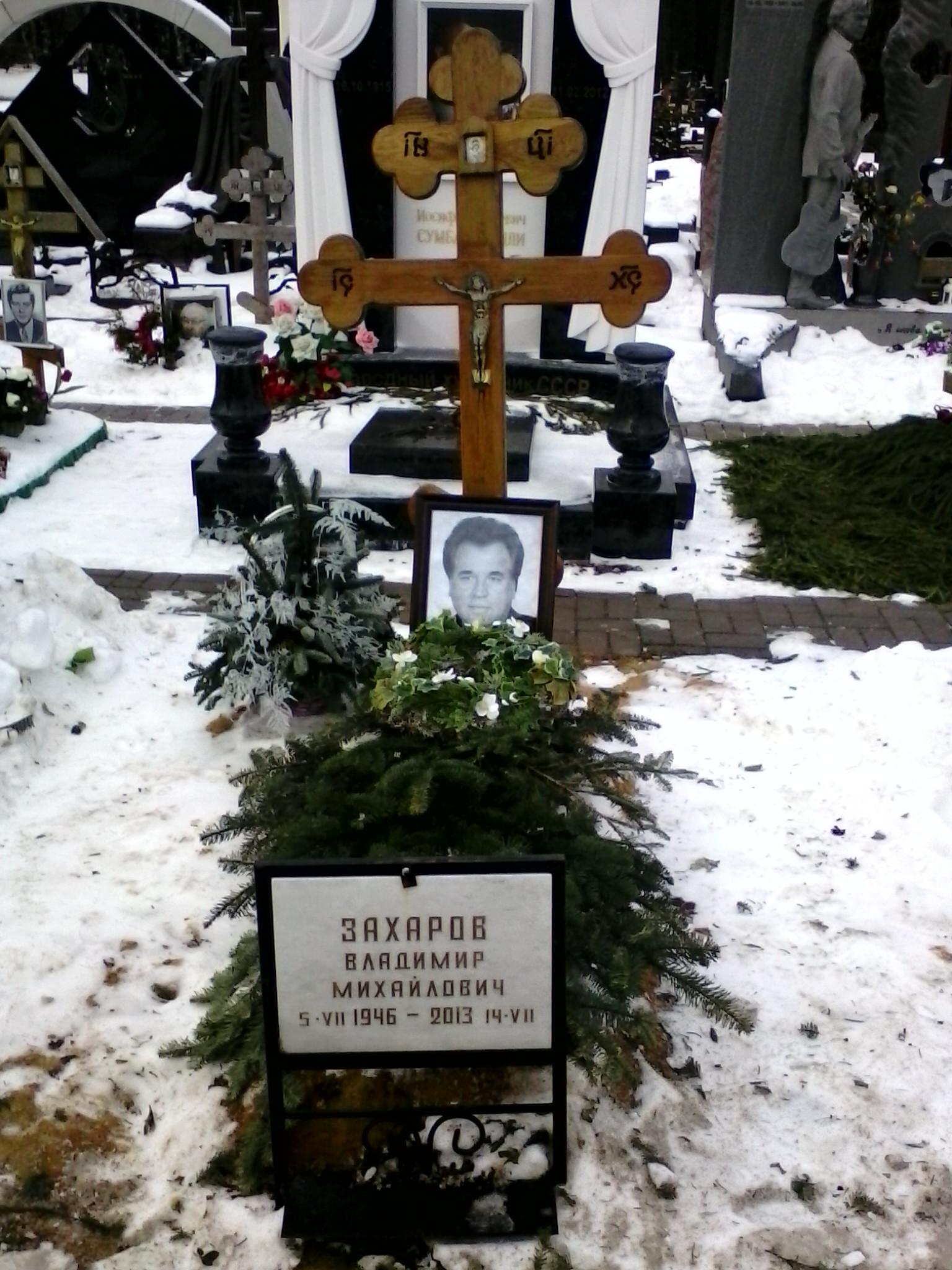
Могила Владимира Захарова на Троекуровском кладбище

Владимир Михайлович Захаров родился 5 июля 1946 года в селе Мурзицы, ныне Нижегородской области.
Будучи подростком, переехал со своими родителями в город Неман Калининградской области.
С 1960 по 1964 год Владимир обучался на хореографическом отделении Калининградского (город Советск) областного хореографического училища, затем продолжил обучение в Ленинградском (ныне Санкт-Петербург) государственном институте культуры на балетмейстерском отделении. Окончив институт в 1969 году, он стал дипломированным хореографом.
С этого времени Владимир начал свою профессиональную карьеру, работая в качестве главного балетмейстера Волжского государственного русского народного хора в г. Куйбышев (ныне Самара) на реке Волга.
С 1970 года (более 40 лет) Владимир Михайлович посвятил свою жизнь и творчество искусству балета и преподаванию хореографии. В течение трёх лет (1970—1973) он работал в качестве преподавателя хореографии в училище культуры в г. Киров. В 1973—1974 годах Захаров преподавал хореографию в Самарском университете культуры. В 1974 году осуществлял постановку хореографических номеров в ансамбле «Алан» г. Орджоникидзе (ныне Владикавказ).
Одновременно, с 1973 по 1975 годы, он возглавлял хореографическое управление в Росконцерте при Минкультуры России.
Первый большой творческий успех и известность Владимир Захаров обрёл в 1975—1980 годах, став главным балетмейстером Театра песни и танца Советской Армии в немецком городе Дрезден, ГДР.
В 1980 году он создал свой первый постоянный коллектив в России, совместно с известной российской певицей, народной артисткой СССР Александрой Прокошиной. Это был ансамбль песни и танца «Искорка» колхоза «Искра» Котельничского района Кировской области. Работая в этом творческом коллективе до 1986 года, Захаров создал много ярких российских фольклорных танцев.
С этого времени (1986—1988) Владимир Захаров приобрёл широкую известность и авторитет как балетмейстер в России, много лет являлся одним из самых востребованных российских хореографов. Одновременно он возглавил государственный комитет по хореографии при Росконцерте в Москве. Тогда же, в 1987 году, он был официально признан одним из ведущих российских хореографов и удостоен первого государственного звания «Заслуженный работник искусств России» и осуществил первую постановку правительственного концерта в Кремлёвском дворце съездов.
Год 1988 оказался знаменательным: Владимир Михайлович Захаров основал Театр танца «Гжель» (ныне Московский государственный академический театр танца (МГАТТ) «Гжель»). Название театра танца отражает любовь к русскому народному творчеству, народным промыслам и культуре. Изысканный бело-голубой узорчатый фарфор из Гжели стал визитной карточкой театра, символом русского фольклорного танца, песни и уникальных костюмов, вдохновлённых русским народным искусством.
С тех пор всю свою жизнь, творческие устремления, хореографическое и административное мастерство, глубокие знания в области российской культуры и народного творчества, мастерство преподавателя балета и хореографии Захаров посвятил Театру танца «Гжель» и воспитанию молодых артистов, «искрящихся талантов» балета, в организованной им новаторской системе непрерывного образования: Московского хореографического училища при театре танца «Гжель» и Института Танца при Государственной академии славянской культуры (ГАСК) а также продвигая российский балет, фольклор, национальный танец, культуру и традиции в России и в мире.
- В 1994 году — профессор, академик В. М. Захаров организовал и возглавил в качестве директора Институт Танца при ГАСК.
- В 1998 году под его руководством было учреждено Московское хореографическое училище при Театре танца Гжель при Комитете по культуре г. Москвы, где В. М. Захаров является бессменным Директором и Художественным руководителем.
- В 1999 году за заслуги в области балетного и хореографического образования и личному вкладу Владимира Захарова, театру Гжель было присвоего звание «академического».
- В 2010 году состоялось первое представление нового коллектива классического балета «Дивертисмент» при театре «Гжель» под руководством Владимира Захарова.

Владимир Захаров скончался в Москве 14 июля 2013 года. Похоронен на Троекуровском кладбище.

## Звания и награды

### Российские и международные
- 1986 — За большие заслуги в развитии хореографического искусства Указом Президиума Верховного совета РСФСР присвоено звание «Заслуженный деятель искусств РСФСР».
- 1991 — За большие заслуги в развитии хореографического искусства Указом Президента России присвоено почётное звание «Народный артист РСФСР»[7]
- 1997 — За заслуги в области культуры награждён медалью «В память 850-летия Москвы»
- 1997 — Указом Президента России награждён орденом Дружбы за заслуги перед государством, большой вклад в укрепление дружбы и сотрудничества между народами, многолетнюю плодотворную деятельность в области культуры и искусства[8]
- 1998 — Присуждён Приз журнала «Балет» «Душа танца» в номинации «Рыцарь танца»
- 2001 — Министерством культуры РФ, Министерством образования РФ, Государственным Российским Домом народного творчества учреждён Всероссийский праздник танца и конкурс хореографов на приз В. М. Захарова (в городе Кирове)
- 2003 — Назначен Комитетом по культуре г. Москвы художественным руководителем Московского государственного хореографического училища при Московском государственном академическом театре танца «Гжель»
- 2003 — Присвоено звание лауреата премии Международного общественного благотворительного фонда «Во имя мира и человека»
- 2003 — Присуждена премия Правительства Москвы
- 2004 — Присуждено почётное звание академика Всемирной Академии Платона (Греция)
- 2004 — Избран председателем Российского объединённого комитета для национальных секций СИОФФ и ИОФ
- 2004 — Награждён Знаком ордена Святого Александра Невского «За труды и Отечество»
- 2004 — Награждён медалью им. Елены Романовны Россе «За истинное служение детскому хореографическому искусству»
- 2006 — Благодарность Министра культуры и массовых коммуникаций Российской Федерации (6 июля 2006 года) — за  активную и многолетнюю плодотворную работу по пропаганде отечественного хореографического искусства и в связи с 25-летием основания автономной некоммерческой организации «Редакция журнала «Балет»[9].
- 2006 — Национальный комитет общественных наград Российской Федерации наградил Захарова В. М. Орденом Петра Великого I степени за выдающиеся заслуги и большой личный вклад в развитие Отечественной культуры и искусства (Постановление Президента от 20.09.2006 г. 09-06)
- 2006 — Президент России Владимир Путин наградил своим указом Захарова В. М. орденом «За заслуги перед Отечеством» IV степени за большой вклад в развитие и сохранение традиций народного танцевального искусства. (Указ от 18.10.2006 г.)[10]
- 2007 — В честь 60-летия образования Организации Объединённых Наций Европейский комитет по наградам и премиям наградил Захарова В.М Орденом «Единение»
- 2008 — Присуждена Премия Правительства Российской Федерации 2008 года в области культуры за создание концертных программ на тему российских народных художественных промыслов (Распоряжение № 1952-р от 24.12.2008 г.)
- 2009 — За заслуги в области музыкального искусства и высокое исполнительское мастерство Указом Президента Республики Дагестан присвоено почётное звание «Заслуженный деятель искусств Республики Дагестан» (Указ № 241 от 24.11.2008 г.)
- 2011 — За выдающийся вклад в развитие танцевального искусства Указом Президента Республики Северная Осетия-Алания присвоено почётное звание «Народный артист Республики Северная Осетия-Алания»(Указ № 120 от 3.06.2011 г.)

### Русской и Украинской Православной Церкви
- 2005 — Вручена грамота Международного благотворительного фонда Украинской Православной Церкви «Святого Великомученика Георгия Победоносца» за труды во славу святой церкви и возрождения исторических традиций, а также за вынесение высоких культурных и духовных традиций славянских народов на международную арену
- 2005 — Вручена Патриархом Всея Руси Алексием II Международная премия святых равноапостольных Кирилла и Мефодия «за вклад в сохранение и развитие Кирилло-Мефодиевского наследия, укрепление мира и дружбы между народами»
- 2007 — Патриарх Московский и всея Руси Алексий II наградил В. М. Захарова во внимание к усердным миссионерским трудам и в связи с 15-летием со дня основания Государственной академии славянской культуры медалью русской православной церкви Святителя Иннокентия Митрополита Московского и Коломенского
- 2010 — Награждён орденом Святого Николая Украинской Православной Церкви

### Академические звания и степени
- 1993 — Заведующий кафедрой хореографии Государственной академии славянской культуры
- 1994 — Присвоено учёное звание профессора
- 1996 — Избран академиком Государственной академии славянской культуры (ГАСК)
- 2003 — Присуждена учёная степень кандидата культурологии
- 2005 — Присуждена учёная степень доктора культурологии

## Книжные издания
- 2004 — В. М. Захаров «Поэтика русского танца» (монография) т.1, т.2.
- 2009 — В. М. Захаров «Поэтика русского танца»(монография) т.3, т.4.

## Постановки

### В Театре Гжель
В приведенных ниже программах В. М. Захаровым было поставлено более 100 хореографических произведений.
- 1998 — программа «Здравствуйте, люди добрые»
- 2000 — программа «Я люблю тебя, Россия»
- 2002 — программа «Из России с любовью»
- 2003 — программа «Москва Златоглавая»
- 2004 — программа «Мы — Mюзик-холл»
- 2006 — программа «Я лечу над Россией»
- 2007 — программа «Россия Вечная»
- 2008 — программа «России светлая душа»
- 2009 — программа «Мы Вам дарим любовь»
- 2010 — программа «Журавли Победы»

### В других театрах
- 2010 — постановка в Театре балета города Вятки. Классический балет «Васнецовская сказка»[11] по картинам художника Виктора Васнецова